# Mixophyes iteratus
Mixophyes iteratus es una especie de anfibio anuro de la familia Myobatrachidae.

## Distribución geográfica
Esta especie es endémica del este de Australia. Habita en el este de Nueva Gales del Sur y en el sureste de Queensland. Su alcance abarca aproximadamente 110 000 km².

## Descripción
Mixophyes iteratus tiene un tamaño de hasta 120 mm, lo que la convierte en la segunda especie de anfibio más grande de Australia. Su dorso es de color marrón oscuro con manchas oscuras. Su vientre es blanco.
Los renacuajos pueden medir hasta 84 mm.

## Publicación original
- Straughan, 1968 : A taxonomic review of the genus Mixophyes (Anura, Leptodactylidae). Proceedings of the Linnean Society of New South Wales, vol. 93, p. 52-59[6]